# Chorothyse dauberi
Chorothyse dauberi là một loài bọ cánh cứng trong họ Cerambycidae.